# Hespèrion XXI
Hespèrion XXI – międzynarodowy zespół, wykonujący muzykę dawną. Nazwa pochodzi od greckiego słowa hespera, które oznacza „zachód“; Hesperia to starożytne określenie Półwyspu Apenińskiego i Iberyjskiego.  
Zespół powstał w Bazylei w roku 1974 z inicjatywy Jordiego Savalla (instrumenty smyczkowe, zwłaszcza viola da gamba), Montserrat Figueras (sopran), Lorenzo Alperta (flet, instrumenty dęte i perkusyjne) i Hopkinsona Smitha (instrumenty szarpane) jako Hespèrion XX. Wykonuje głównie utwory powstałe przed rokiem 1800. 
Z chwilą nastania XXI wieku zespół zmienił nazwę na funkcjonującą do dziś: Hespèrion XXI.

## Nagrody
- Grand Prix de l'académie du Disque Français
- Edison-Preis Amsterdam
- Grand Prix du Disque of the Charles Cros Academy of France
- Grand Prize of the Japanese Recording Academy
- Cannes Classic Award
- Diapason d'Or
- Grand Prix FNAC
- Giorgio Gini Foundation Prize